# Mise en abyme

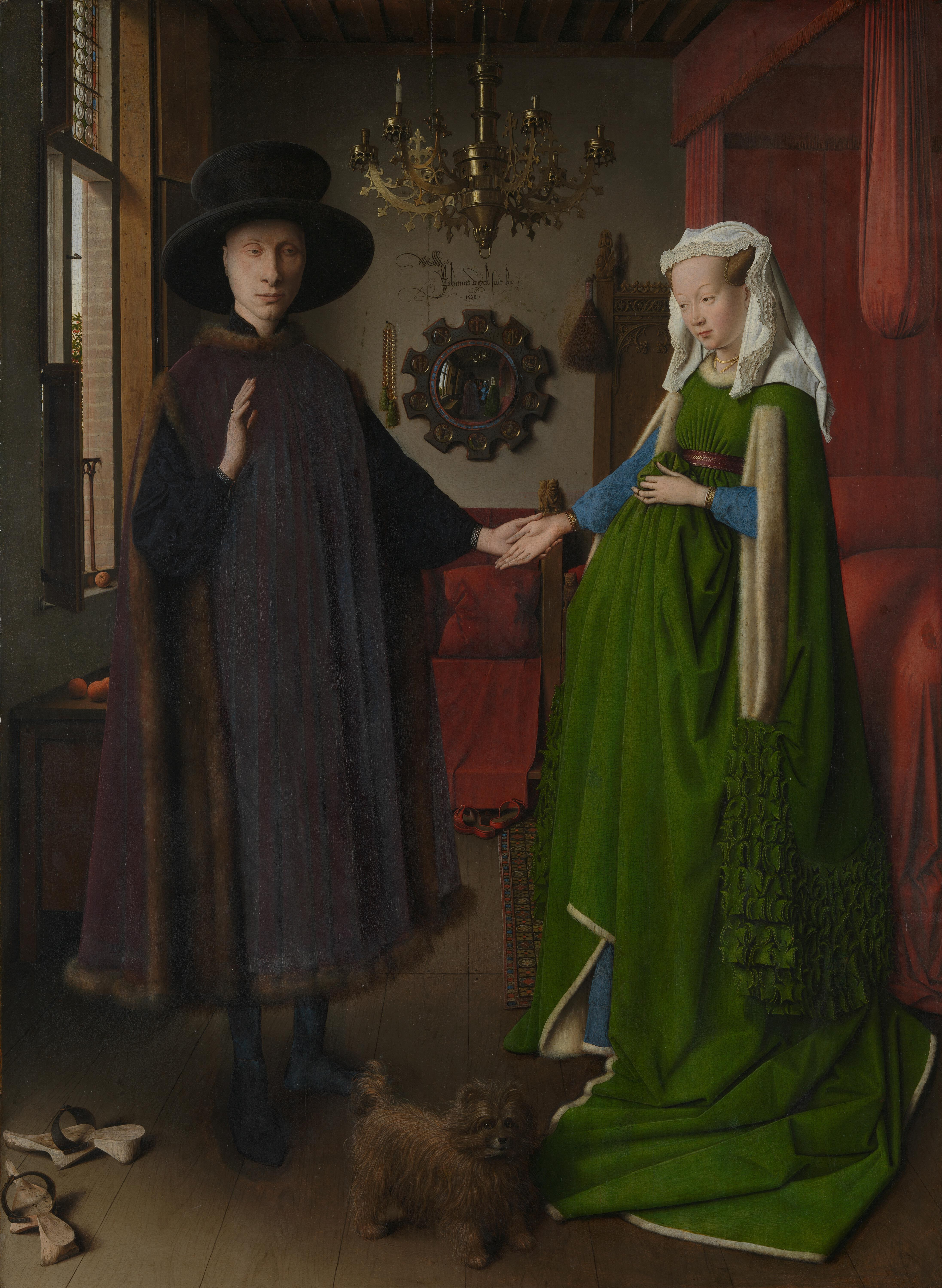
Ян ван Эйк. «Портрет четы Арнольфини» (1435)

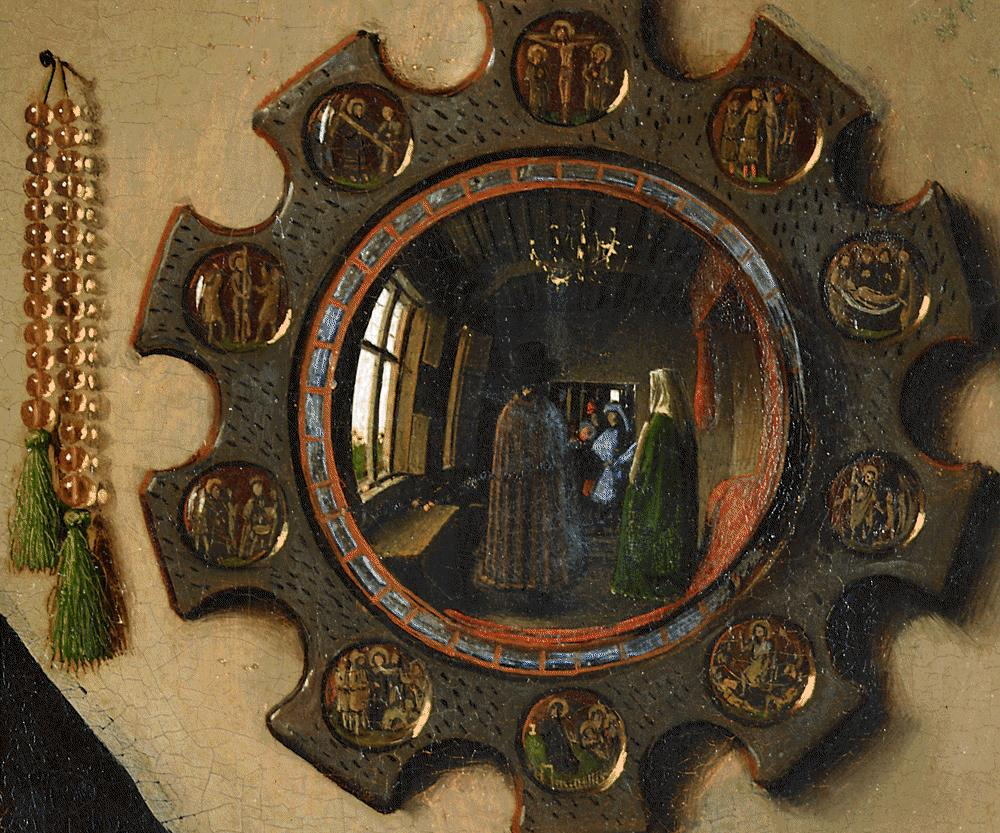
Художник за созданием портрета четы Арнольфини. Деталь «Портрета четы Арнольфини». Над зеркалом — надпись рукой художника: «Здесь был Ян ван Эйк»

Mise en abyme (МФА [miz‿ɑ̃n‿abim]; рус. мизанаби́м; в переводе с фр. — «помещение в бездну») или принцип матрёшки — художественная техника, предполагающая использование в произведении искусства уменьшенной копии (см. матрёшка, матрёшка как метафора) того же самого произведения искусства таким образом, что часто возникает эффект бесконечной рекурсии (см. далее «эффект Дросте»). В теории кино и литературоведении данная техника связана с приёмом «сюжет в сюжете» — отсюда и другие его контекстуальные названия, такие как «сон во сне», «рассказ в рассказе», «спектакль в спектакле», «фильм в фильме» или «картина в картине».

## Происхождение термина
Термин пришёл из средневековой геральдики, где французским словом abyme (устаревшее написание слова abîme) обозначался миниатюрный герб в центре герба. Mise en abyme означало «поместить геральдический элемент в центр герба». В современном значении метонимического воспроизведения фигуры внутри себя самой этот геральдический термин впервые употребил в начале XX века писатель Андре Жид. 

## В живописи
Отдельные произведения живописи построены как расположенные друг напротив друга зеркала реальности «объективной» и художественной, которые до бесконечности отражают друг друга:
- На многих средневековых фресках и мозаиках изображены ктиторы, вручающие Христу либо Богородице миниатюрное изображение храма, в котором находится соответствующая фреска либо мозаика.
- В «Портрете четы Арнольфини» Яна ван Эйка на стене за фигурами портретируемых висит небольшое выпуклое зеркало, в котором видно, как художник рисует портретируемых и то самое зеркало, в котором отражён он сам и т. д.
- Под влиянием ван Эйка тот же самый «эффект уробороса» использовали в своих портретах Ханс Мемлинг и Квентин Массейс, а также Диего Веласкес в знаменитом парадном портрете королевского семейства «Менины».

## В литературе
- В «Илиаде» троянка Елена на своей вышивке изобразила события Троянской войны (содержание поэмы), а в «Энеиде» главный герой, приплыв в Карфаген, нашёл среди статуй других троянских героев и изображение себя самого.
- В «Гамлете» Шекспира главный герой ставит пьесу, которая отражает и пародирует события самой пьесы «Гамлет» (сцена «мышеловки»).
- В «Дон Кихоте» священник и цирюльник, осматривая библиотеку главного героя, находят там книгу Сервантеса и начинают обсуждать её достоинства; выясняется, что цирюльник — друг Сервантеса. Иными словами, «цирюльник, вымысел Сервантеса или образ из сна Сервантеса, судит о Сервантесе»[1].
- В последней песне «Рамаяны» главный герой, Рама, встречает в лесу своих сыновей, которые пропевают ему отрывки из начала «Рамаяны».
- В средневековых книгах («Декамерон», «Кентерберийские рассказы», «Панчатантра») множество рассказов либо сказок зачастую нанизаны на единую рамочную историю.
- В арабо-индийском сборнике «Тысяча и одна ночь» изобилуют рассказы внутри рассказов, которые составляют головокружительные в своей многодонности нарративные построения:

Здесь можно вспомнить китайские шары один в другом или русских матрёшек. Истории внутри историй создают странное ощущение почти бесконечности, сопровождаемое легким головокружением. <…> Ни одна из них так не тревожит душу, как сказка ночи DCII, самой магической среди всех ночей. В эту ночь царь слышит из уст царицы свою собственную историю. Он слышит начало истории, которая включает в себя все остальные, а также себя самое. А вдруг царица не перестанет рассказывать и навек недвижимому царю придется вновь и вновь слушать незавершенную историю «Тысячи и одной ночи», бесконечно, циклически повторяющуюся…— Хорхе Луис Борхес
- Ян Потоцкий написал «Рукопись, найденную в Сарагосе» шкатулочным стилем (powieść szkatułkowa): рассказчик и его герои постоянно рассказывают друг другу истории, внутри которых зачастую оказываются истории героев этих историй. Роман состоит из более чем ста рассказов, которые замысловато переплетаются и пересекаются друг с другом. Менее сложно устроенные примеры «литературных шкатулок» эпохи романтизма — «Мельмот Скиталец» Ч. Р. Метьюрина и «Герой нашего времени» М. Ю. Лермонтова.

- Принцип матрёшки был хорошо известен китайским авторам, в частности, автору романа «Сон в красном тереме». Цзинь Шэнтань в старинном издании «Речных заводей» провозгласил принцип: «Нет ничего более фантастичного, чем вглядываться в отражённое в зеркале зеркало, толковать сон внутри другого сна, вести рассказ внутри рассказа»[2].
- В кайдане «Сон Акиносуке», переведённом на английский Лафкадио Хирном, главному герою приснилось, что он несколько лет царствовал в другой стране, пока не умерла его жена царских кровей. Однако пригрезившиеся ему места и следы всего происходившего с ним во сне он впоследствии нашёл, раскапывая близлежащий муравейник:

Да это же император из моего сна! — закричал Акиносуке. — А эта большая постройка — дворец Токоё! Теперь я уверен, что отыщу холм Ханриэке и могилу принцессы. — Он копал и копал, переворачивая землю, и наконец увидел маленький холмик, на вершине которого лежал камешек, своей формой напоминающий буддийское надгробие. А под ним он обнаружил зарытое в глину мёртвое тело муравьиной самки.
- В литературе романтизма встречается цепочка последовательных «ложных пробуждений» героя, призванных создать атмосферу зыбкости, нерасторжимости сна и яви. Такой многоэтажный «сон во сне» использован Гоголем в повести «Портрет».
- Пример использования техники Львом Толстым: «И вдруг я испытал странное чувство: мне вспомнилось, что именно все, что было теперь со мною, — повторение того, что было уже со мною один раз: что и тогда точно так же шел маленький дождик, и заходило солнце за березами, и я смотрел на неё, и она читала, и я магнетизировал её, и она оглянулась, и даже я вспомнил, что это ещё раз прежде было». Главный герой «Отрочества» рассуждает, запутавшись в собственной рефлексии: «Я не думал уже о вопросе, занимавшем меня, а думал о том, о чём я думал. Спрашивая себя: о чём я думаю? — я отвечал: я думаю, о чём я думаю. А теперь о чём я думаю? Я думаю, что я думаю, о чём я думаю, и так далее».
- Роман Андрея Белого «Петербург» построен на многоуровневом акте творческого воображения: рассказчик в порыве «мозговой игры» измышляет фигуру «своего» сенатора, сенатор — «теневой» образ своего убийцы Дудкина, Дудкин — демонического перса Шишнарфне, который даёт ему приказы и травит мозг алкоголем, а тот в его галлюцинациях мутирует в разгуливающего по ночам петербургскими улицами Медного всадника.
- В прозе модернизма матрёшечная техника применяется даже в очень коротких рассказах, занимающих всего несколько страниц:
  - В рассказе В. В. Набокова «Набор» реалистический очерк о берлинском пенсионере порождён воображением рассказчика, сидящего напротив него в парке, но и рассказчик — лишь «представитель» автора.
  - Каждый персонаж — порождение сна другого сознания в притче Х. Л. Борхеса «В кругу развалин». В конце протагонист понимает, «что он сам тоже только призрак, который видится во сне кому-то».
  - У Х. Кортасара в рассказе «Непрерывность парков» главный герой читает роман о человеке, который пробирается по парку и залезает в дом, чтобы умертвить читающего этот роман.
- Матрёшечный принцип является базовой техникой сюжетообразования в экспериментальных текстах Алена Роб-Грийе начиная с романа «В лабиринте» (1959).

## В кинематографе
Многоуровневые конструкции с рассказами в рассказах и сновидениями в сновидениях были освоены мастерами европейского артхауса в 1960-е и 1970-е годы («Селин и Жюли совсем заврались» Жака Риветта, «Провидение» Алена Рене, польская экранизация романа «Рукопись, найденная в Сарагосе»). Регулярно размывает границы между реальностью и вымыслом в своих сценариях Чарли Кауфман. Очень часто рассказ в рассказе содержит завуалированный комментарий по поводу того, что происходит в основном рассказе («Двойная жизнь Вероники» К. Кесьлёвского). Иногда наслоение реальностей вызывает эффект дезориентации — как для действующих лиц, так и для зрителей фильма («Экзистенция» Д. Кроненберга, «Начало» К. Нолана). В фильме «Персонаж» главный герой, налоговый инспектор Гарольд, начинает слышать голос, в третьем лице комментирующий его действия и мысли. Сперва посчитав это проблемами психологического свойства, позже он убеждается, в том что возможно является персонажем книги. По ходу сюжета, он встречает писательницу Карен Эйфелл, которая пишет трагедию о налоговом инспекторе Гарольде и собирается убить главного героя своего нового романа. Гарольд пытается противиться этому року.
Х. Л. Борхес видит художественный эффект матрёшечной конструкции в следующем: «если вымышленные персонажи могут быть читателями или зрителями, то мы, по отношению к ним читатели или зрители, тоже, возможно, вымышлены».